# Nový Malín
Obec Nový Malín (něm. Frankstadt an der Mährischen Grenzbahn, česky do roku 1947 Frankštát) se nachází v okrese Šumperk v Olomouckém kraji. Žije zde přibližně 3 700 obyvatel.

## Historie
První písemná zmínka o obci pochází z roku 1350. V blízkosti obce stával hrad Burgstein.
Po roce 1945 došlo k vystěhování místního německého obyvatelstva a jejich místo zaujalo české obyvatelstvo. Mezi nimi bylo mnoho i tzv. volyňských Čechů přicházejících z území obsazených Sovětským svazem.
Dne 13. července 1947, při příležitosti čtvrtého výročí vypálení Českého Malína na Volyni nacisty byl Frankštát přejmenován na Nový Malín.

## Pamětihodnosti
V katastru obce jsou evidovány tyto kulturní památky:

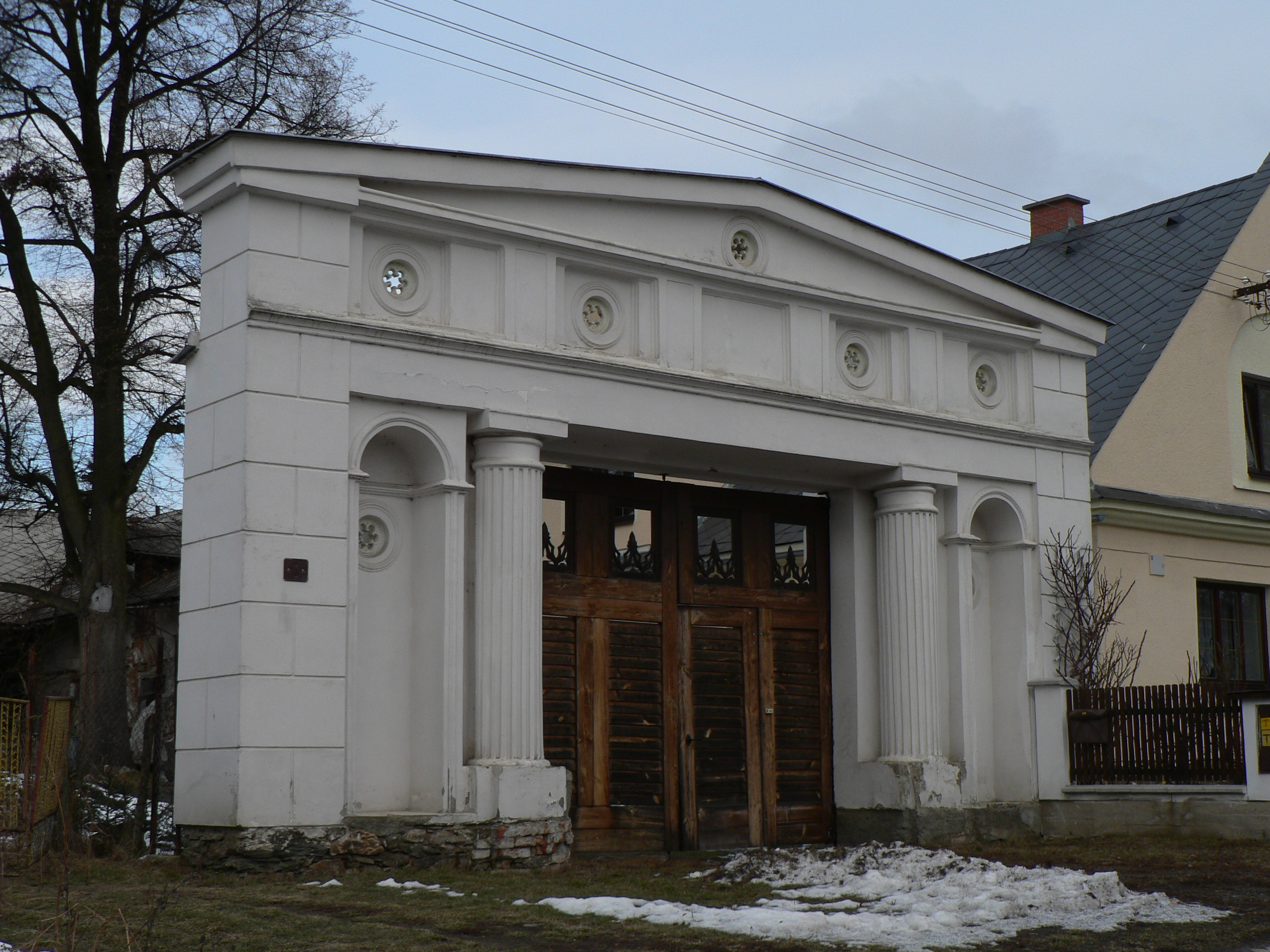
Brána statku čp. 102

- Kostel Nanebevzetí Panny Marie – jednolodní stavba renesančního založení, upravená barokně v roce 1705 a znovu v roce 1811; k areálu patří ještě:
  - kříž – klasicistní kamenická práce z roku 1791
- Pomník občanům Českého Malína (za kostelem v parku) – památník z roku 1947 připomínající umučení občanů Českého Malína na Volyni v roce 1943
- Hradisko – archeologická lokalita s nálezy z období lužické a slovanské kultury
- Socha svatého Jana Nepomuckého
- Sousoší Kalvárie
- Sloup se sochou Panny Marie Immaculaty
- Brána venkovské usedlosti čp. 102

## Části obce
- Nový Malín
- Mladoňov
- Plechy